# Macquartia tessellata
Macquartia tessellata är en tvåvingeart som beskrevs av Fritz Isidore van Emden 1960. Macquartia tessellata ingår i släktet Macquartia och familjen parasitflugor. Inga underarter finns listade i Catalogue of Life.